# Потёмкин, Лев Львович
Лев Львович Потёмкин (13 (26 марта) 1905, Москва — 2 марта 1989, там же) — советский актёр оперетты, театра и кино.

## Биография
Родился 13 марта (26 марта по новому стилю) 1905 года в Москве.
Его отец — Лев Львович Потёмкин (1879 — 1943) — работал телеграфистом. Мать — София Михайловна Потёмкина (в девичестве Григорьева) — была домашней хозяйкой, занималась воспитанием сына и дочери. В 1907 году она рассталась с мужем и в дальнейшем растила детей самостоятельно.
Окончил 5-ю Санкт-Петербургскую гимназию, в которой учился до осени 1917 года. 
После этого семья Потёмкиных уехала в Симбирск и, прожив там одну зиму, в 1918 году вернулась в Москву.
В 1922 году, окончив филиал 5-й Московской гимназии, Лев Потёмкин начал свой творческий путь в качестве актёра в коллективе социально-героического театра под руководством В. И. Крылова, а затем перешёл в классический театр имени Россова.
Как драматический актёр работал в московских театрах:
- в 1922—1939 годах — в Классическом театре имени Россова;
- в 1939—1945 годах — в Государственном Новом театре (Московском драматическом);
- в 1945—1950 годах — в Театре-студии киноактёра;
- В 1950—1964 годах — в Московской оперетте.

В 1928 году Потёмкин женился на актрисе Нине Михайловне Сытиной, и в 1929 году супружеская чета работала в государственном центральном ТЮЗе.
После начала Великой Отечественной войны Потёмкин 1 августа 1941 года был направлен в город Горький для прохождения учёбы в сержантской школе, но вскоре его по приказу командования откомандировали в связи с назначением на должность начальника клуба. В качестве руководителя клуба Потёмкин организовал ансамбль Красной художественной самодеятельности, с которым разъезжал по фронтам войны. Весной 1942 года его выступление посмотрел маршал Ворошилов, после чего в декабре этого же года Льва Львовича откомандировали в Москву. Затем до демобилизации в 1945 году он служил в составе ансамбля Московского военного округа.
Потёмкин — исполнитель гротесковых ролей в фильмах 1940 — 1960-х годов. Сподвижник Александра Роу и участник съёмок почти всех его киносказок. Соавтор сценария фильма «Финист — Ясный сокол». Вёл работу по озвучиванию мультфильмов.
Актёр вёл активную общественную жизнь, был председателем месткома, организовывал шефские концерты. В Московском театре Театре оперетты, где служил Потемкин с 1950 года, после смерти Г. Ярона прошло большое сокращение штата в 1964, и среди уволенных оказался и Лев Львович.
Последние два года он тяжело болел и жил в "Доме ветеранов сцены имени А. А. Яблочкиной".
Умер 2 марта 1989 года в Москве на 84-м году жизни. 
Похоронен на Пятницком кладбище.

## Фильмография

### Актёр
- 1938 — По щучьему веленью — генерал Ать-Два
- 1939 — Василиса Прекрасная (фильм, 1939) — Агафон, средний сын / кузнец
- 1939 — Комендант Птичьего острова — шкипер японской шхуны
- 1939 — Личное дело — отец Аркадия
- 1940 — Салават Юлаев — начальник карательного отряда
- 1940 — Тимур и его команда — доктор Колокольчиков
- 1940 — Яков Свердлов — Герберт Слойц
- 1941 — Конёк-Горбунок — Цап-Царап
- 1946 — Крейсер «Варяг» — корейский почтовый чиновник
- 1947 — Повесть о «Неистовом» — Нефёдов, дежурный по штабу
- 1954 — Анна на шее — господин на балу
- 1955 — Судьба барабанщика — старьёвщик
- 1958 — Новые похождения Кота в сапогах — начальник стражи
- 1958 — Человек с планеты Земля — персонаж из Жюля Верна
- 1964 — Морозко — разбойник в синем тулупе
- 1967 — Огонь, вода и… медные трубы — Чернобородый, оборотень, слуга Кащея
- 1969 — Варвара-краса, длинная коса — маркиз де ля Кис, пират, самый настоящий
- 1969 — Разоблачение —
- 1970 — Хуторок в степи — городовой / швейцар / перс
- 1971 — Офицеры — басмач
- 1972 — Золотые рога — Водяной
- 1972 — Надежда — Грач
- 1974 — Звезда экрана — заместитель Дудкина
- 1975 — Финист — Ясный сокол — Фингал, слуга Картауса
- 1976 — Пока бьют часы — пожилой придворный
- 1976 — Русалочка —

### Сценарист
- 1972 — Золотые рога
- 1975 — Финист — Ясный сокол

### Озвучивание мультфильмов
- 1959 — В некотором царстве — Генерал
- 1959 — Вернулся служивый домой — текст от автора
- 1960 — Мультипликационный Крокодил № 1
- 1966 — Зайдите, пожалуйста! — текст от автора

## Награды
- Медаль «За победу над Германией в Великой Отечественной войне. 1941—1945 гг.»